# Christiansø
Christiansø bildet mit Frederiksø, Græsholm und kleineren Felsen eine Schären-Inselgruppe in der Ostsee 18 Kilometer nordöstlich von Bornholm, die den Namen Ertholmene (die Erbseninseln) trägt und der östlichste Punkt Dänemarks ist.

## Name
Christiansø ist der Name der Hauptinsel. Christiansø und Frederiksø hießen vor der Errichtung der Festung von 1684 Kirkholm und Bo(d)holm. Früher schrieb man die Inselgruppe Ærtholme. Es wird vermutet, dass der Name von ært (dänisch für Erbse) abgeleitet ist, auch weil die Inseln – aus der Sicht der Bornholmer – so klein sind. Deutsche Besucher nennen sie daher auch Erbseninseln.

## Geschichte

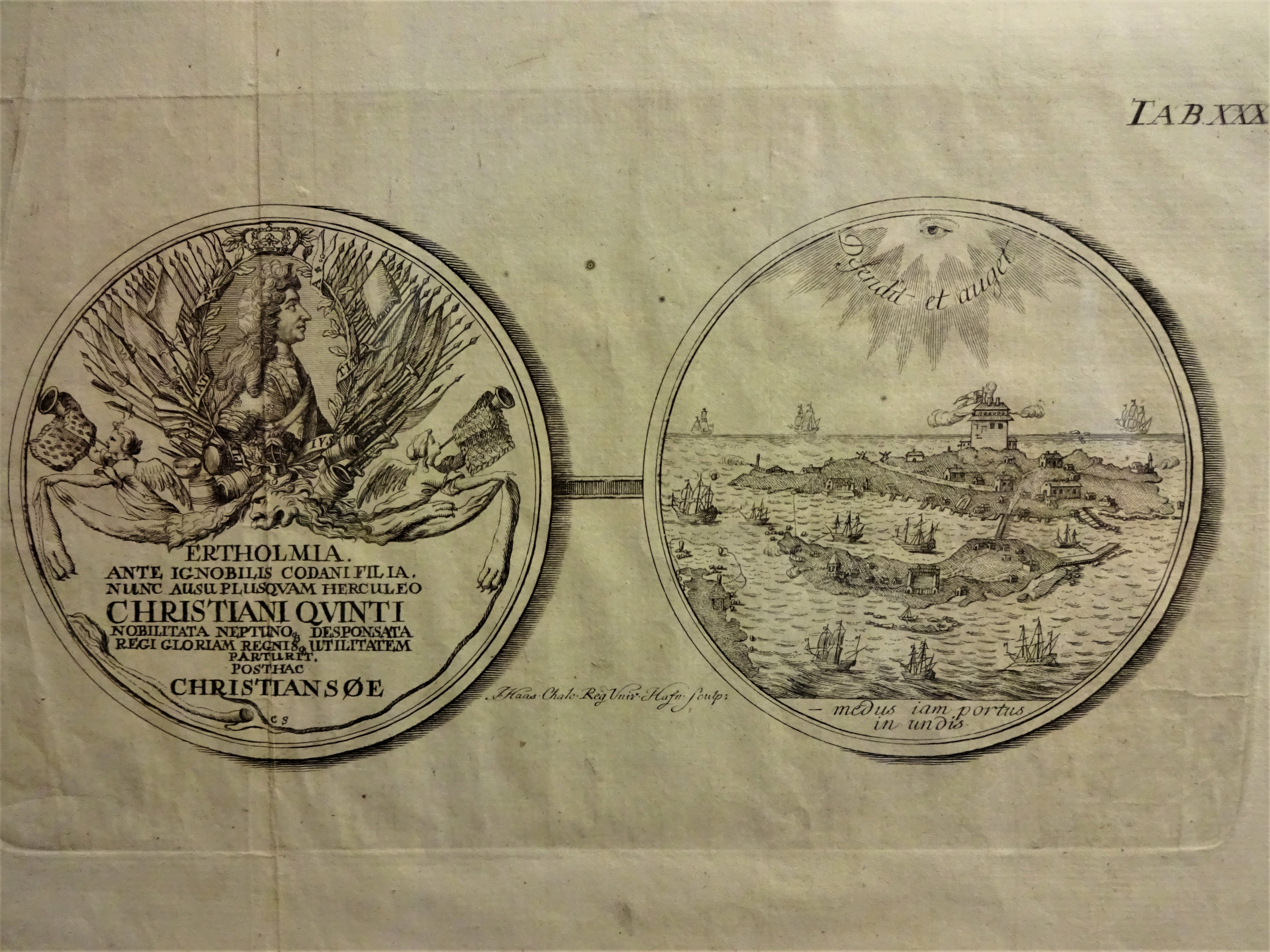
Medaille auf die Erbseninseln, z. Zt. Christian V.

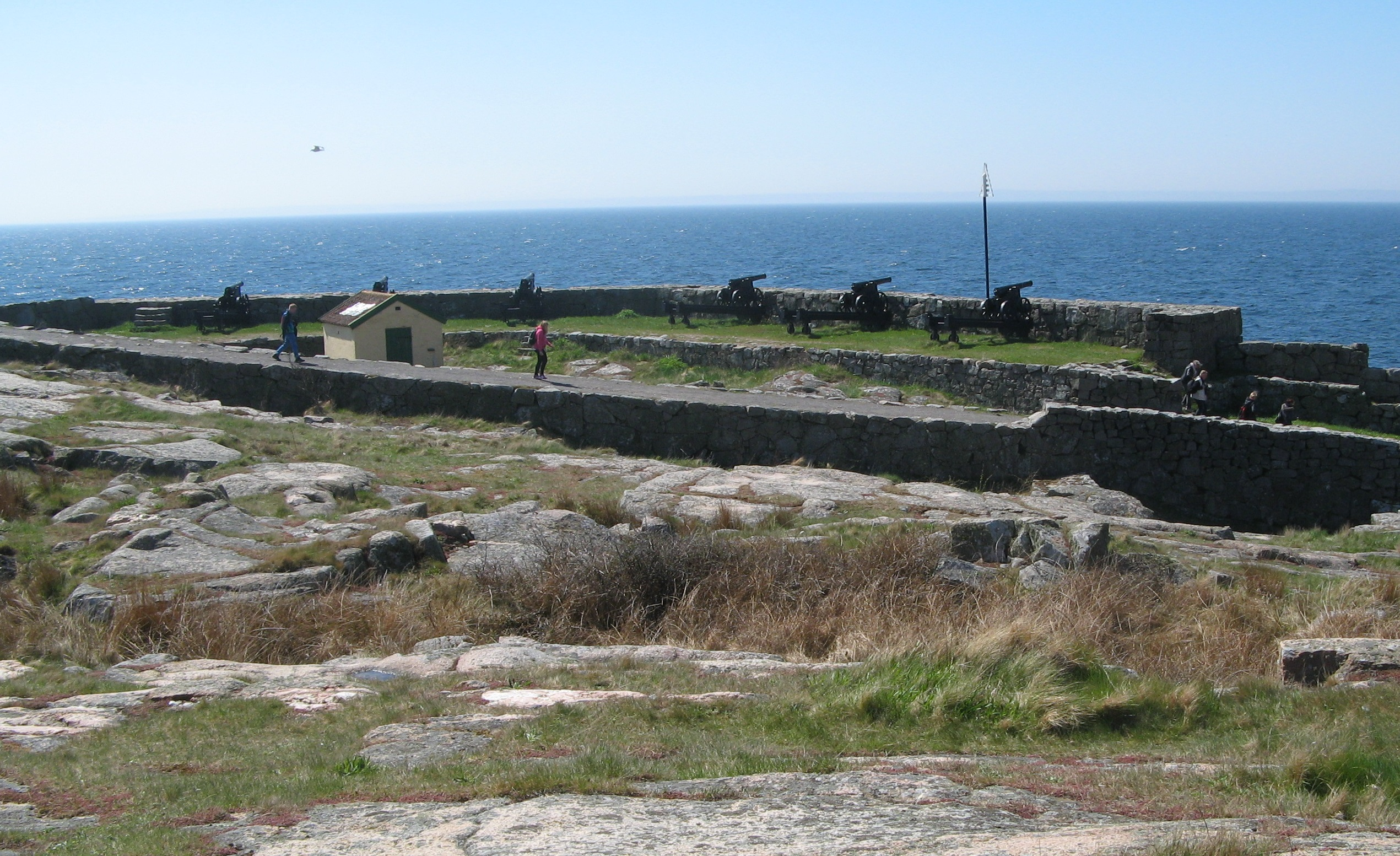
Kongens-Bastion von 1735

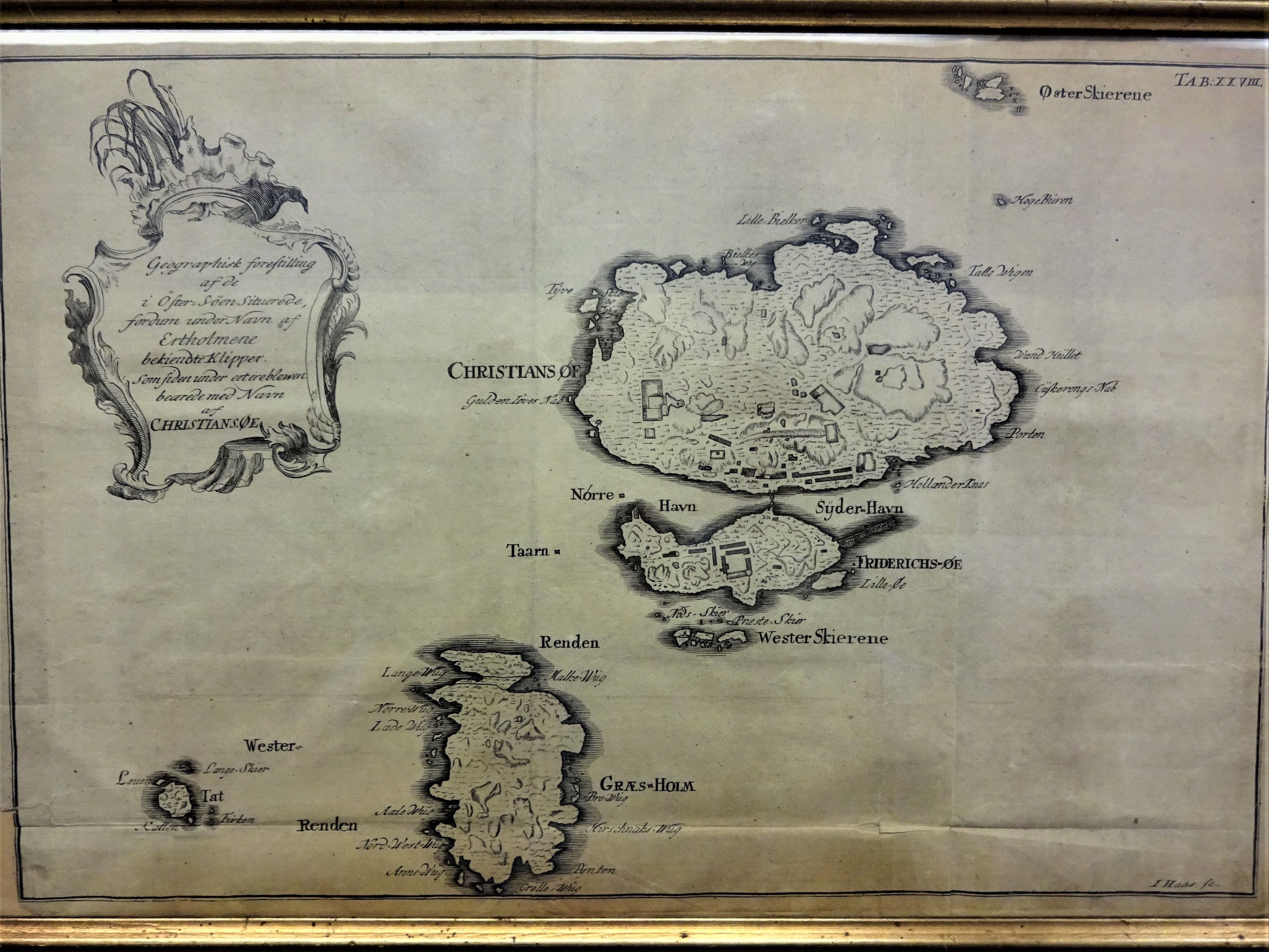
Erbseninseln auf Karte von 1756

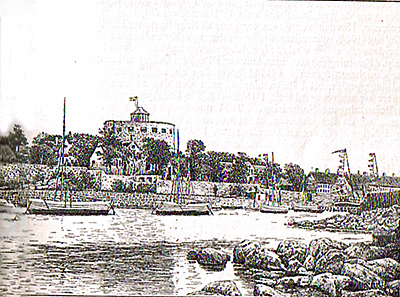
Der Hafen, 1896

Ab Mitte des 16. Jahrhunderts nutzten Bornholmer Fischer die anfangs noch unbewohnte Insel Christiansø als Quartier während ihrer herbstlichen Heringsfischerei.
Im Jahr 1658 musste Dänemark nach dem verlorenen Krieg Dänemark-Norwegens gegen Schweden im Frieden von  Roskilde alle seine Besitzungen östlich des Öresunds an Schweden abgeben. Die Grenze zwischen beiden Ländern war jetzt der Öresund. Da Schweden außerdem auch noch über Teile von Pommern herrschte, verschoben sich im Ostseeraum die Machtverhältnisse zu Ungunsten Dänemarks. Um die schwedischen Bewegungen besser beobachten zu können, befahl König Christian V. 1684, auf der Inselgruppe Ertholmene, die bereits einen Naturhafen hatte, den Bau der Seefestung Christiansø mit einem befestigten Hafen für die dänische Flotte und ließ für diesen Anlass Medaillen prägen.
Noch im selben Jahr wurde mit dem Bau des Großen und Kleinen Turms sowie von Bastionen, Kasernen, Werkstätten und Häusern für Munition begonnen. Der Festungsbau wurde von dem norwegischen Ingenieur Anthon Coucheron geleitet und von bis zu 450 Mann durchgeführt. Die Festungsanlage diente auch der Handelsschifffahrt und wurde von rund 300 Handelsschiffen jährlich angelaufen. Die Festungsmauern, Bastionen und Türme sind bis heute erhalten geblieben und geben der Insel ihr Gepräge.
Am 21. August 1716 weilte Zar Peter der Große auf Christiansø. 1778 saß Johann Wilhelm Franz von Krohne hier in Festungshaft.
1808 wurde Christiansø während des Kanonenbootkrieges zwischen Dänemark-Norwegen und England von einem britischen Flottengeschwader angegriffen. Die Einnahme der Festung scheiterte jedoch an der Gegenwehr und der Reichweite der dänischen Kanonen. 1820 bis 1840 verbrachte der Philosoph und Theologe Jacob Jacobsen Dampe in Festungshaft auf den Inseln, weil er, ähnlich wie Uwe Jens Lornsen, die Abschaffung des Absolutismus und die Einführung einer freien Verfassung gefordert hatte.
1855 wurde die Festung aufgehoben und der Flottenstützpunkt aufgelöst. Die Inseln blieben aber dem Verteidigungsministerium unterstellt. Ab 1863 durften ehemalige Soldaten und andere, die Fischerei von der Insel aus betreiben wollten, Wohnung in den Kasernengebäuden nehmen. Sie begründeten die zivile Inselgemeinde. 1926 wurden die Bauwerke der Insel unter Denkmalschutz gestellt.
Die Maler Karl Isakson (1878–1922) und Edvard Weie (1879–1943) lebten und arbeiteten regelmäßig auf Christiansø und machten das Eiland so zu einem der geografischen Fixpunkte der dänischen Landschaftsmalerei. Bornholms Kunstmuseum besitzt einige ihrer Werke in seiner Sammlung.
Im April 1940 wurde Christiansø, wie ganz Dänemark, von der deutschen Wehrmacht besetzt. Die Besatzung bestand aus einem Unteroffizier und drei Soldaten. Während des Krieges waren die Inseln ein wichtiger Stützpunkt für die (illegalen) Transporte von Bornholm nach Schweden.

## Kirche
Eine frühere Waffenschmiede wurde im Jahr 1821 zu einer Kirche umgestaltet. Eine Erweiterung und ein Umbau erfolgten 1852 sowie Restaurierungen 1928 sowie von 2007 bis 2008. Die Gestaltung im neoklassischen Stil erfolgte schlicht und der Glockenstuhl ist wie bei den Rundkirchen in einem separaten Turm untergebracht.

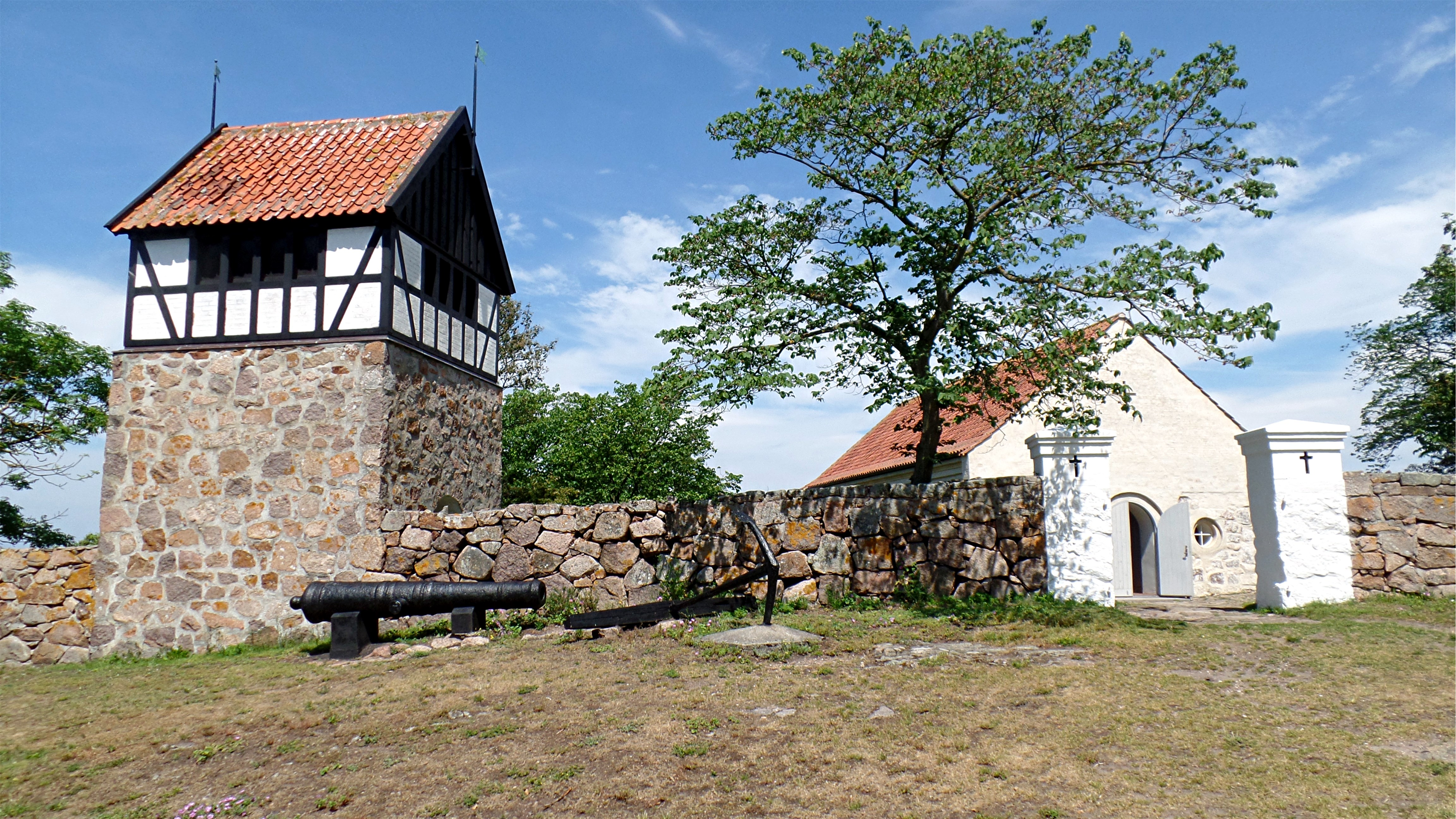
Kirche auf Christiansø
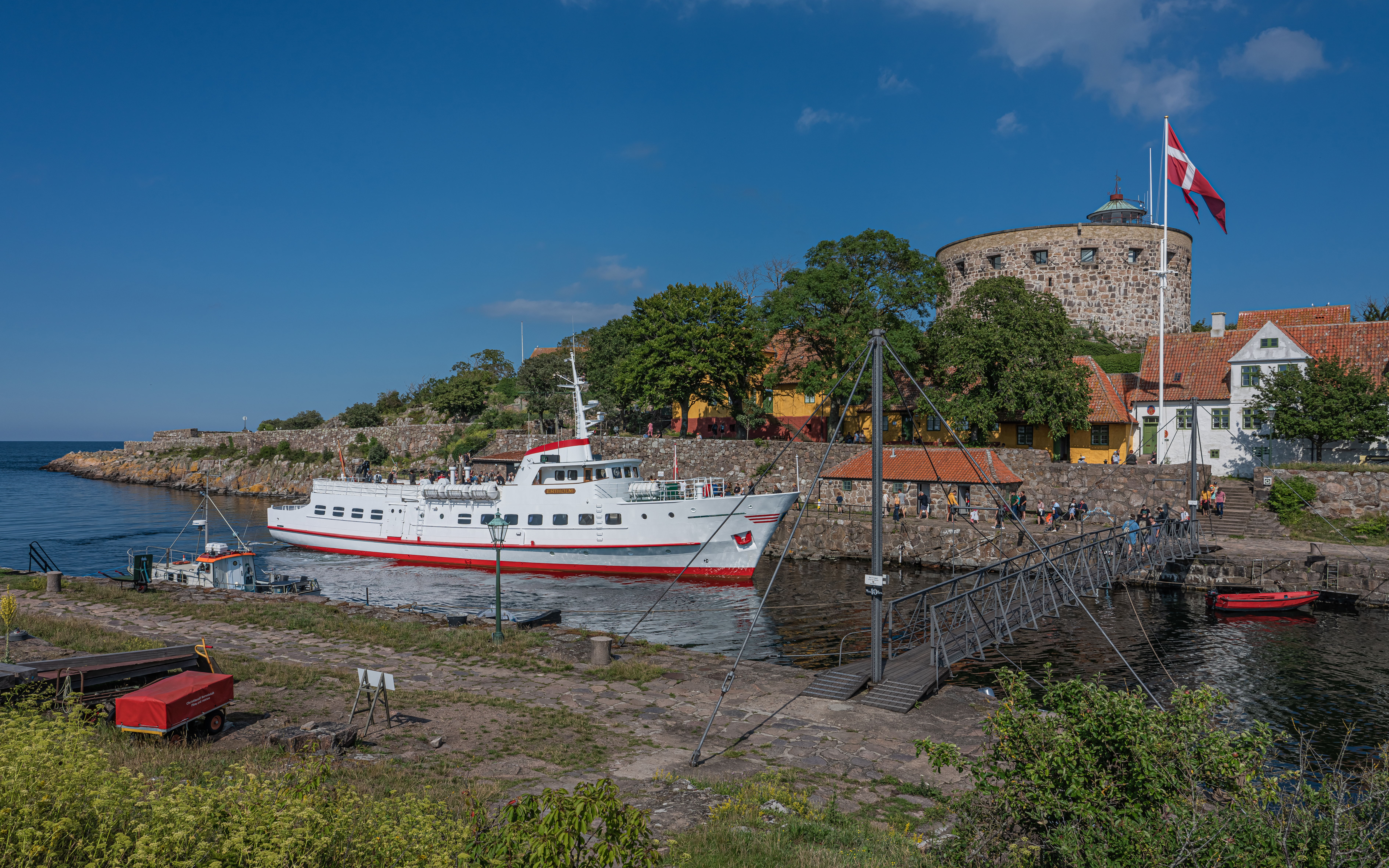
Blick von Frederiksø zum Leuchtturm von Christiansø
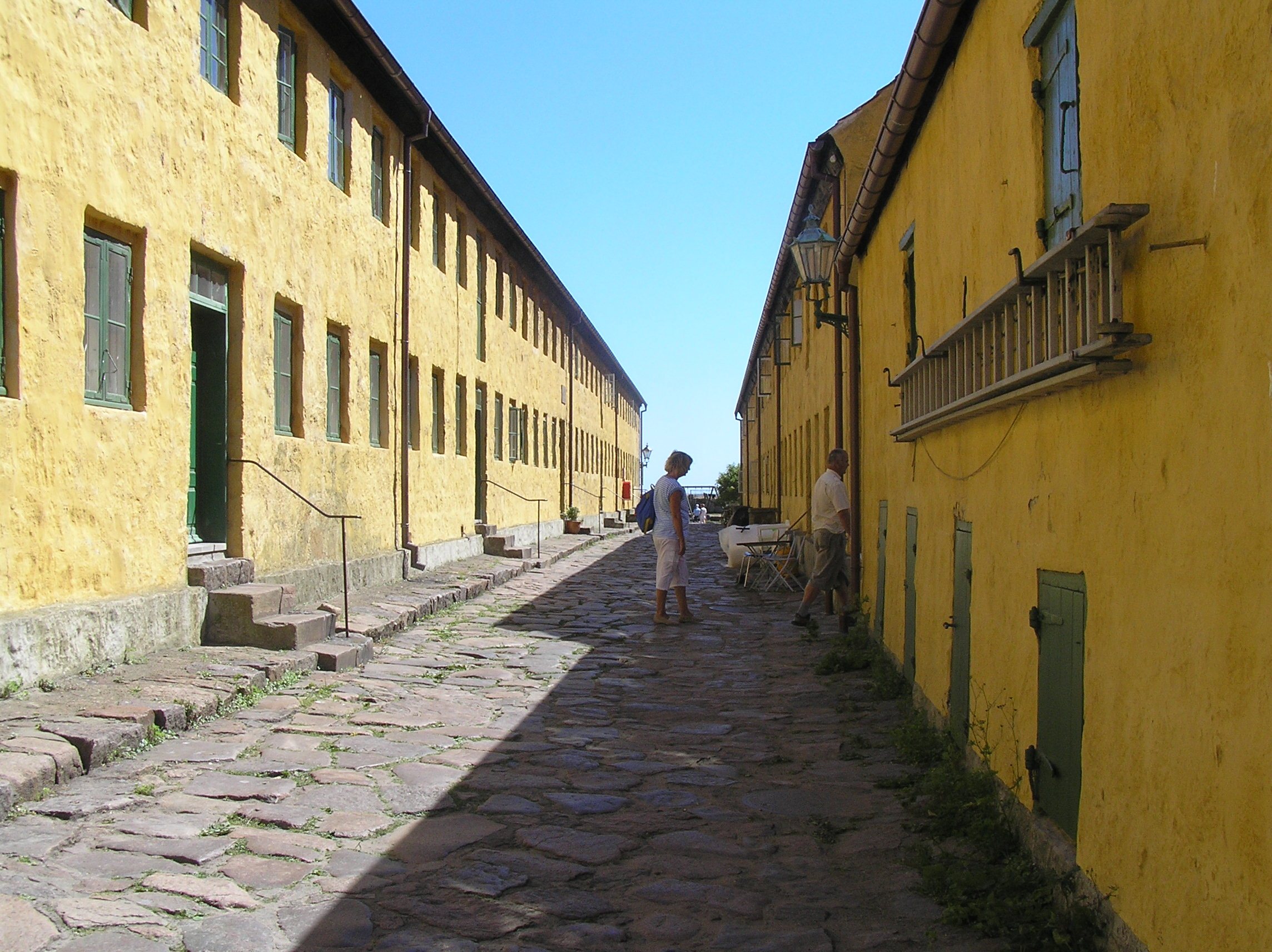
„Gaden“ (Die Straße), ehemalige Soldatenquartiere
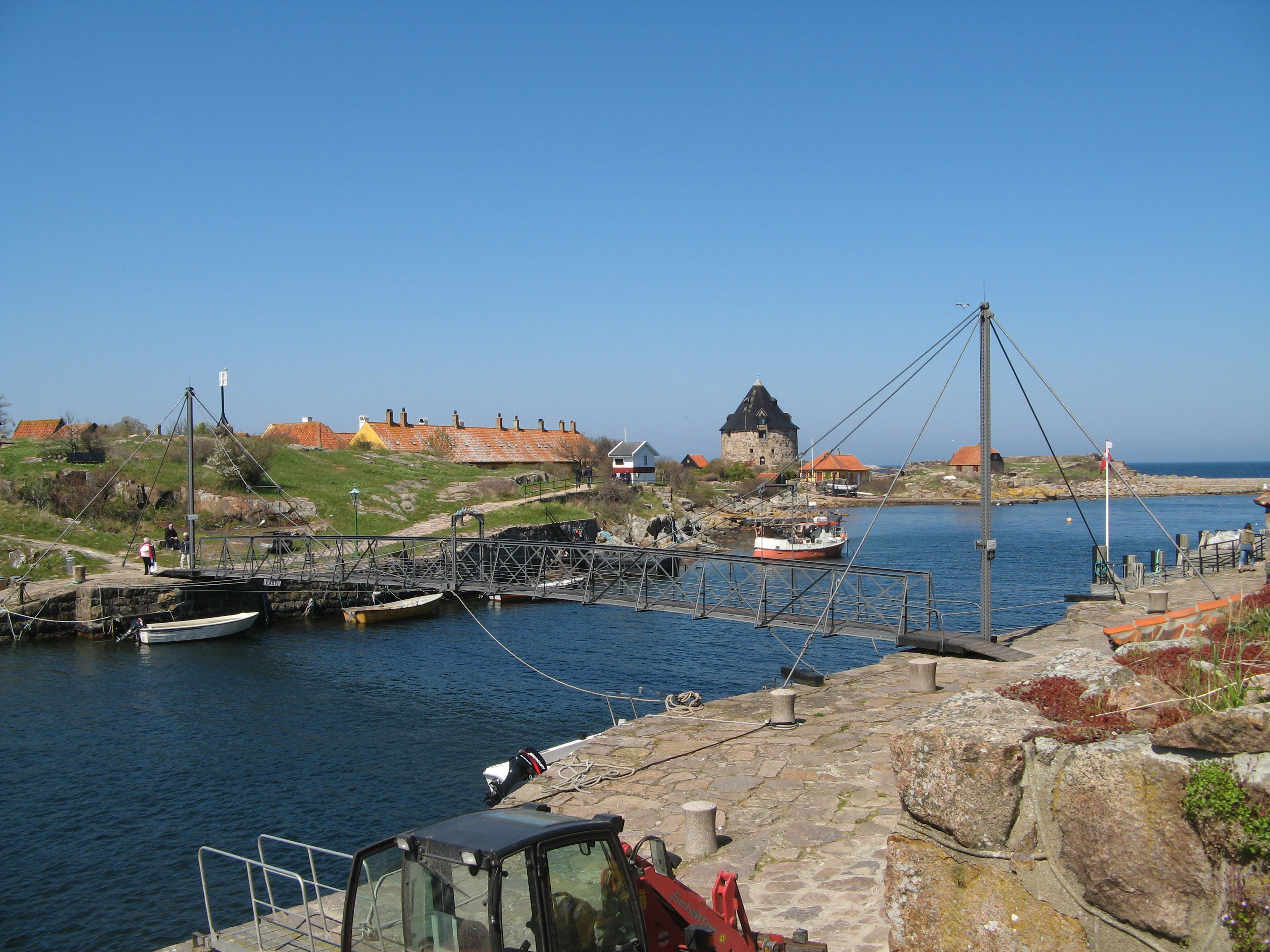
Christiansø, Brücke, Frederiksø, Kleiner Turm
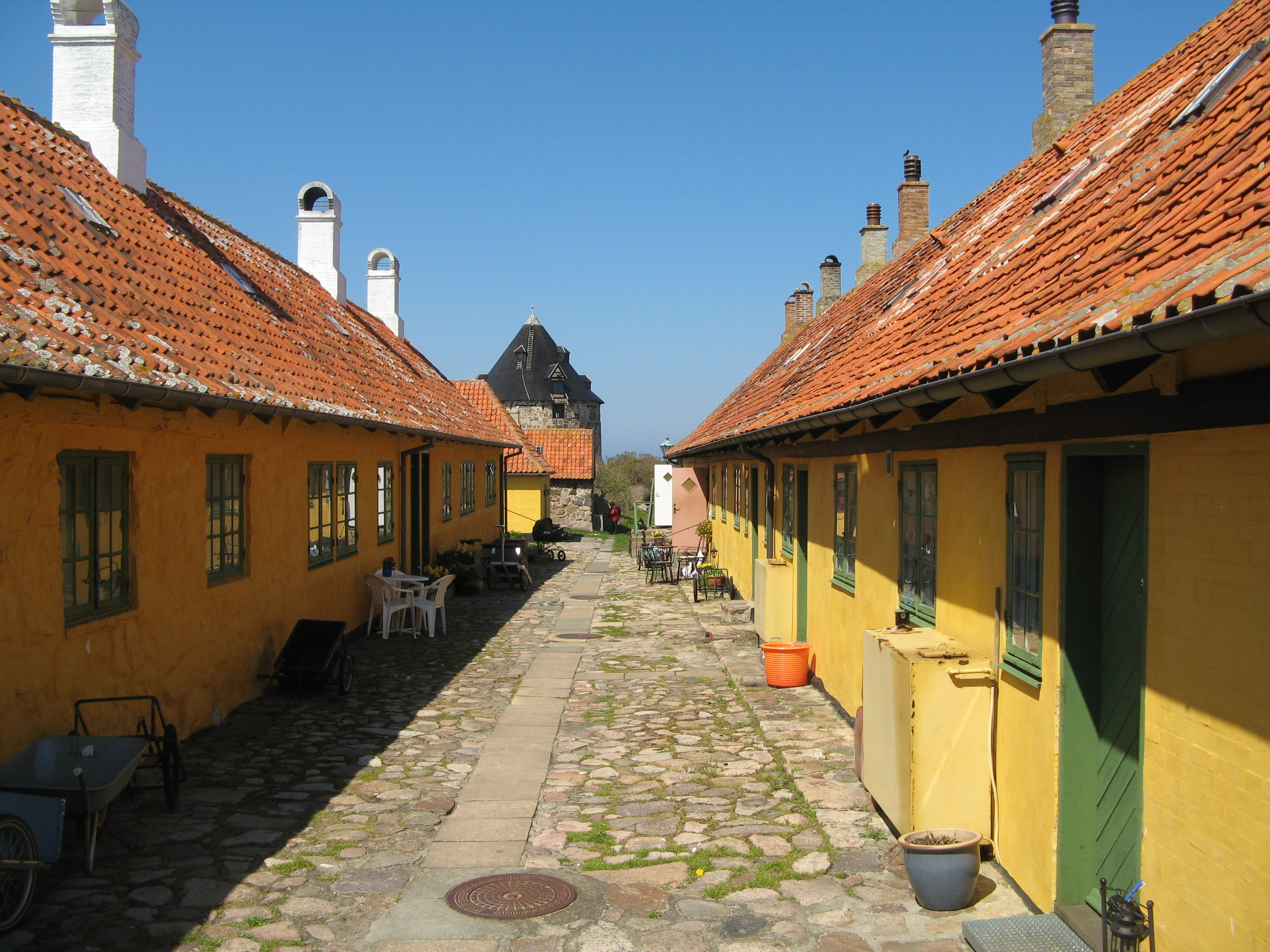
Frederiksø, ehemalige Kasernengebäude
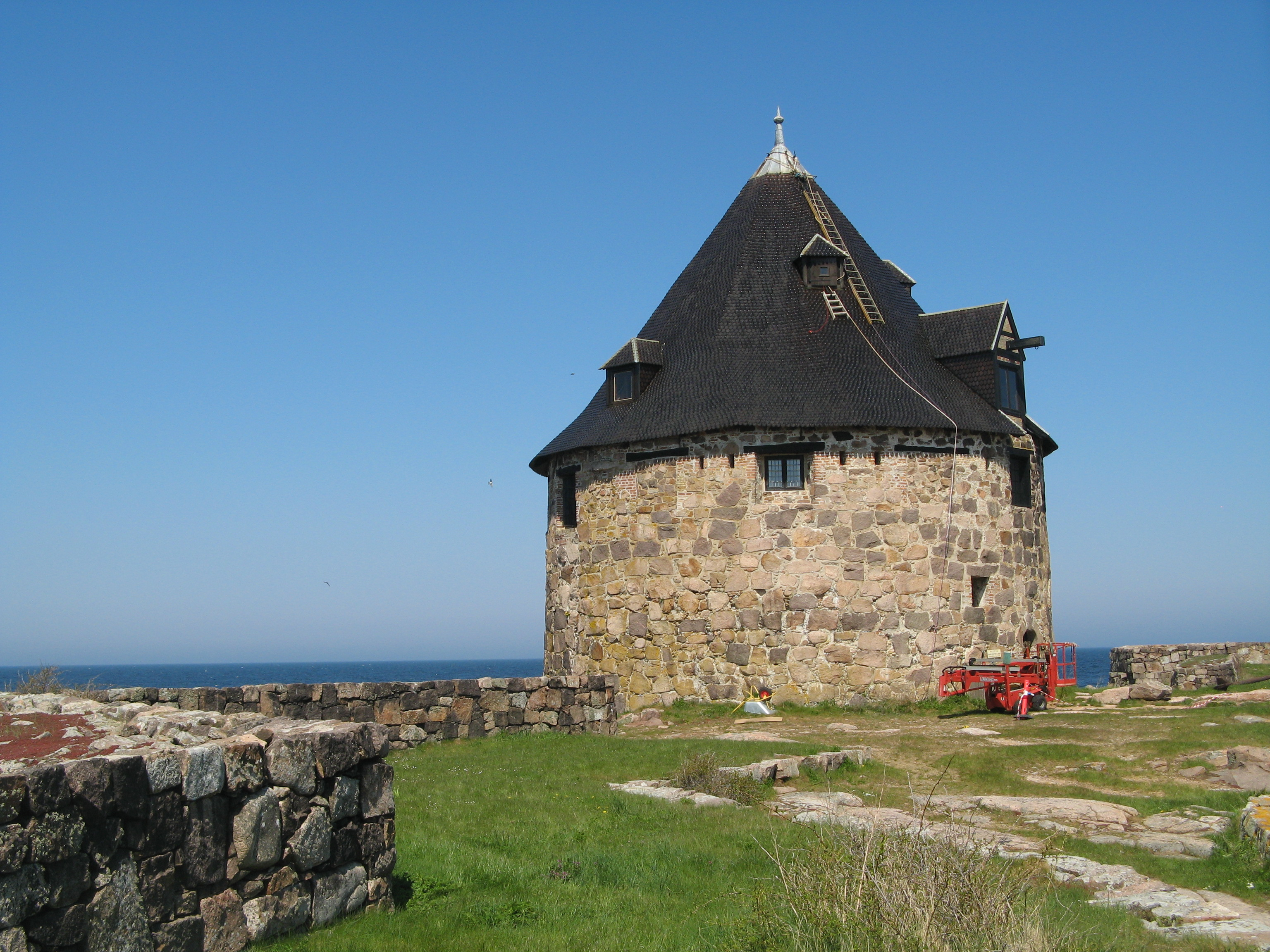
Frederiksø, Kleiner Turm
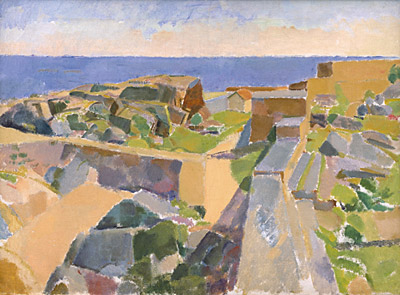
Karl Isakson: Bastioner Christiansø, 1921

## Einwohner und Geografie

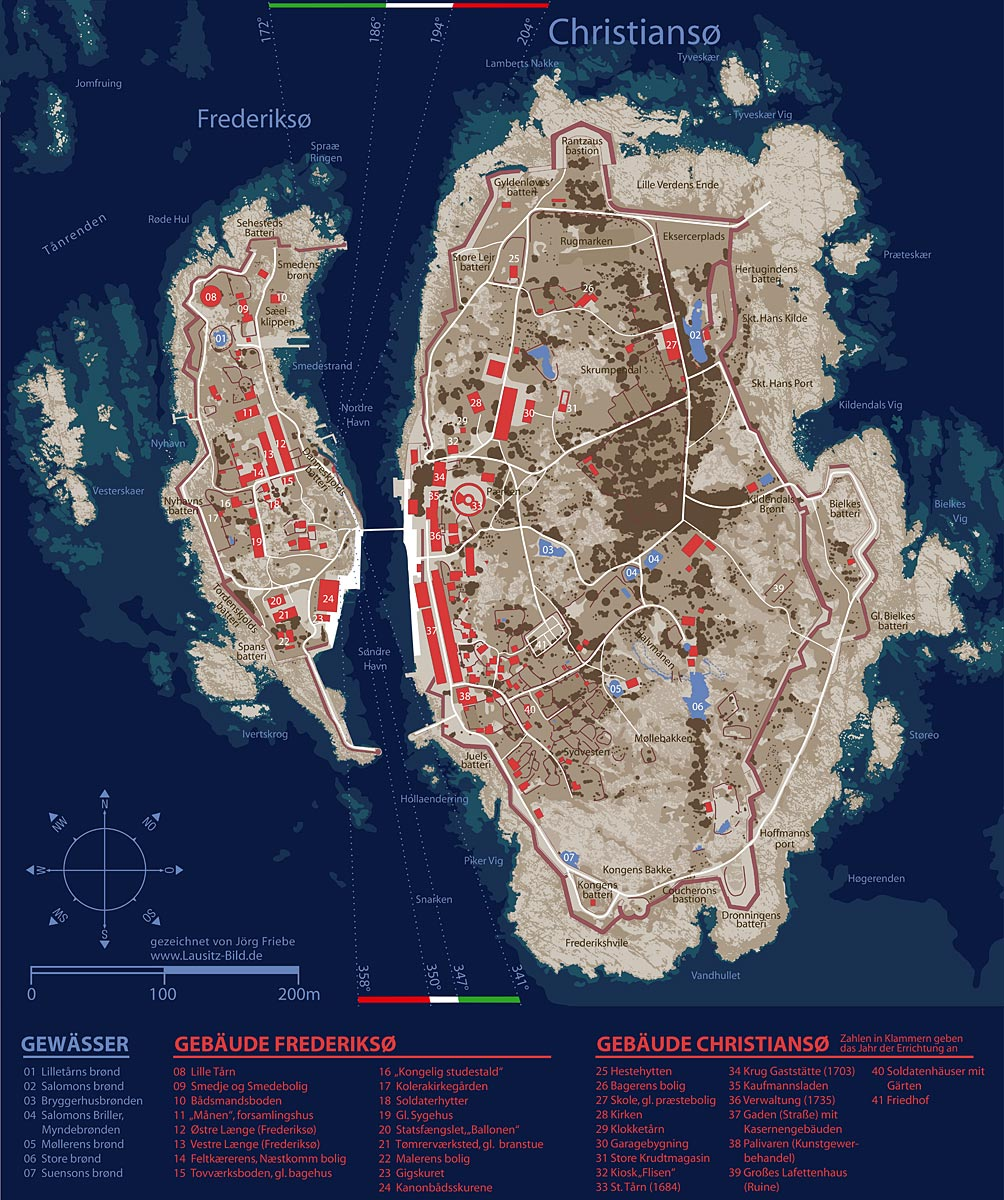
Gebäude und Gewässer auf Christiansø und Frederiksø

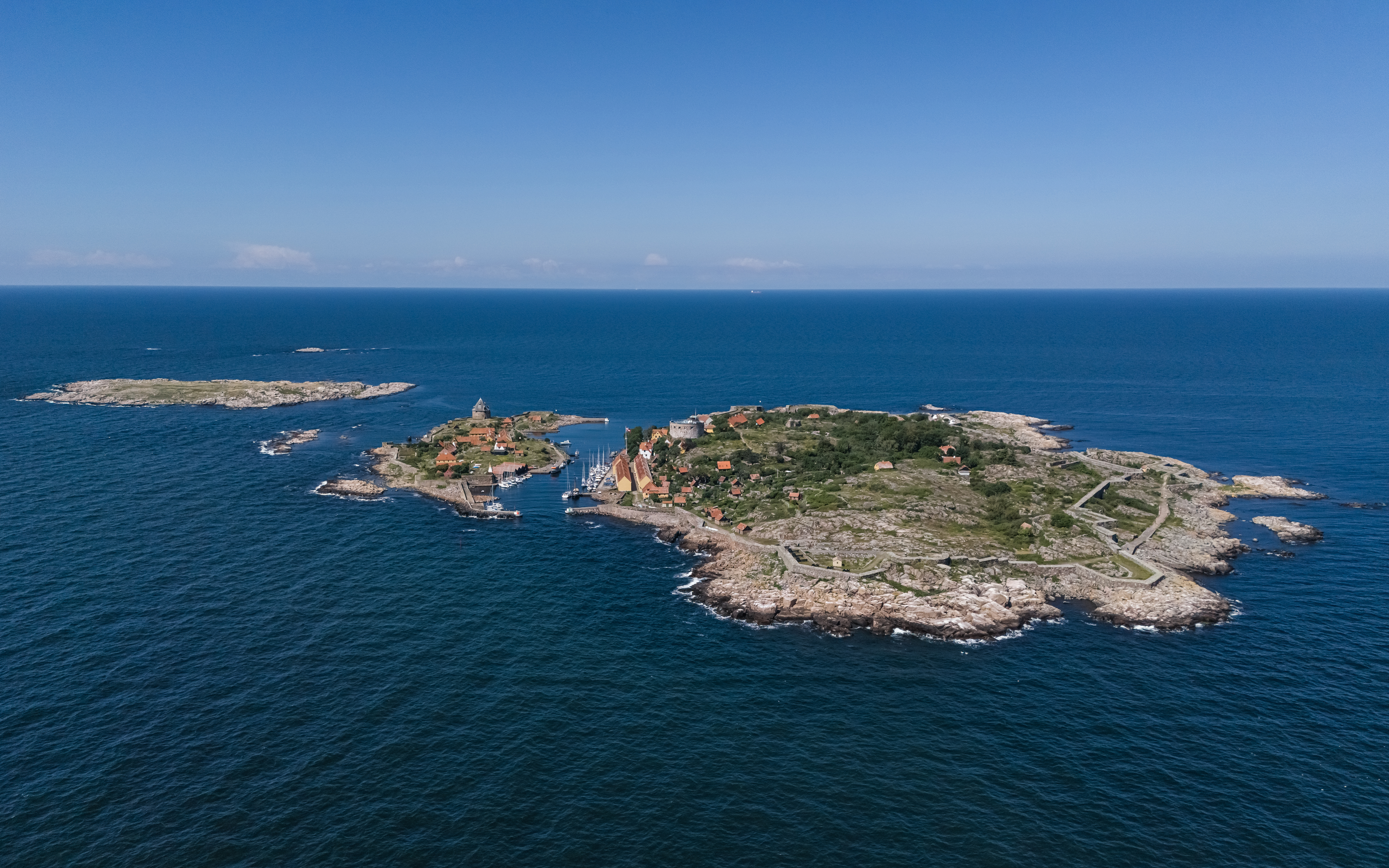
Luftbild der Hauptinseln, Christiansø ist rechts im Bild

Auf den zwei Hauptinseln leben heute knapp 100 Menschen. Früher zählte die Inselgruppe mehr Einwohner. Die Volkszählung von 1810 ergab mit 829 Bewohnern die höchste Einwohnerzahl, wohl, weil zu diesem Zeitpunkt sehr viele Soldaten wegen des „Kanonenbootkrieges“ in der Festung untergebracht waren.
Für die Inselbevölkerung gibt es heute einen Laden für Waren des täglichen Gebrauchs, eine Schule für Kinder bis zur 8. Klasse, eine Bibliothek, eine Kirche sowie ein eigenes Elektrizitäts-, Fernheiz- und Wasserwerk. Das Wasser wird mit einer Osmoseanlage aus Meer- und Grundwasser gewonnen. Es ist geplant, die Energieversorgung auf Windkraft und Wasserstoffbasis umzustellen. Alle weiteren Versorgungen erfolgen über die täglichen Fährverbindungen nach Bornholm. Im Winter läuft nur werktags einmal täglich das Postschiff die Insel an. Auf Frederiksø gibt es einen Fischverarbeitungsbetrieb, der sogenannte Christiansø-Heringe (Christiansø-sild) in Kräuterlake einlegt. Der letzte Fischer hat die Insel im Jahr 2013 verlassen.
Als einzige Gebiete in Dänemark stehen Christiansø und Frederiksø außerhalb der Kommunal- und Regionseinteilung. Demzufolge zahlen die Einwohner keine Kommunalsteuer. Die Inseln sind dem Verteidigungsministerium unterstellt, das durch einen Administrator auf Christiansø vertreten ist. Als Bindeglied zwischen der Verwaltung und der Bevölkerung gibt es den Inselrat, dem sieben gewählte Bewohner der Insel angehören.
Die Inselgruppe Ertholmene hat eine Ausdehnung von rund 1,5 km und ist ca. 18 km nordöstlich von Gudhjem, Bornholm, entfernt (55 Minuten Fahrzeit mit dem Motorschiff Ertholm). Die Gesamtfläche der Ertholmene beträgt 36 Hektar.
| Insel                                                                                              | Fläche ha |
| -------------------------------------------------------------------------------------------------- | --------- |
| Christiansø, Hauptinsel                                                                            | 22,00     |
| Frederiksø                                                                                         | 4,00      |
| Græsholm (Grasinsel)                                                                               | 9,00      |
| Lilleø (Kleine Insel)                                                                              | 0,20      |
| Høgebur (Habichtskäfig)                                                                            | 0,01      |
| Tat (Aalgabel) mit Langeskær (Lange Schäre), Loen (Tenne), Kalven (Kalb) und Firken (Pfenniginsel) | 0,40      |
| Tyveskær (Diebsschäre)                                                                             | 0,10      |
| Vesterskær (Westschäre)                                                                            | 0,40      |
| Østerskær (Ostschäre), östlichster Punkt Dänemarks                                                 | 0,10      |
| Ertholmene (Erbseninseln)                                                                          | 36,00     |

## Natur

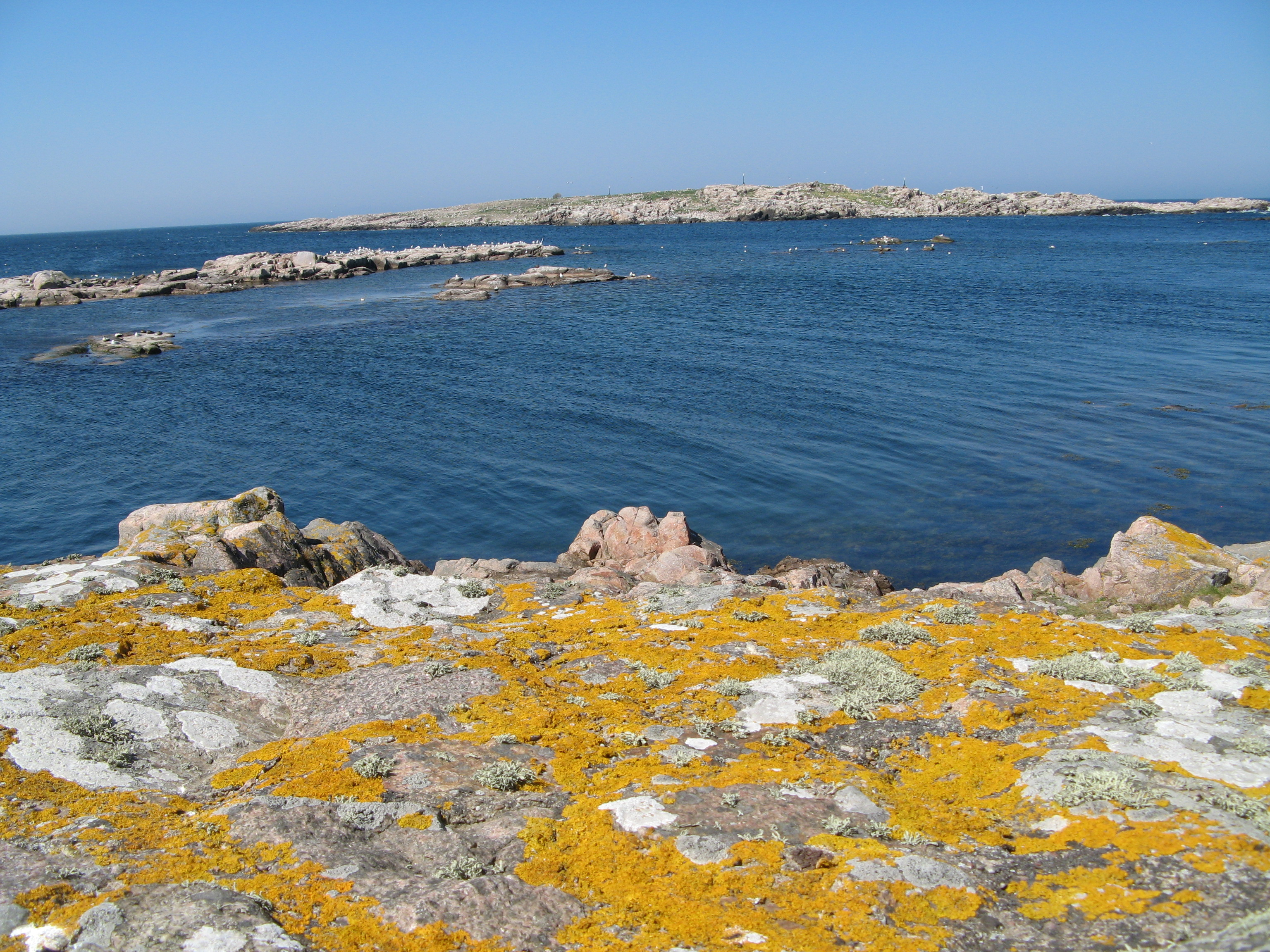
Blick von Frederiksø auf Vesterskær und Græsholm

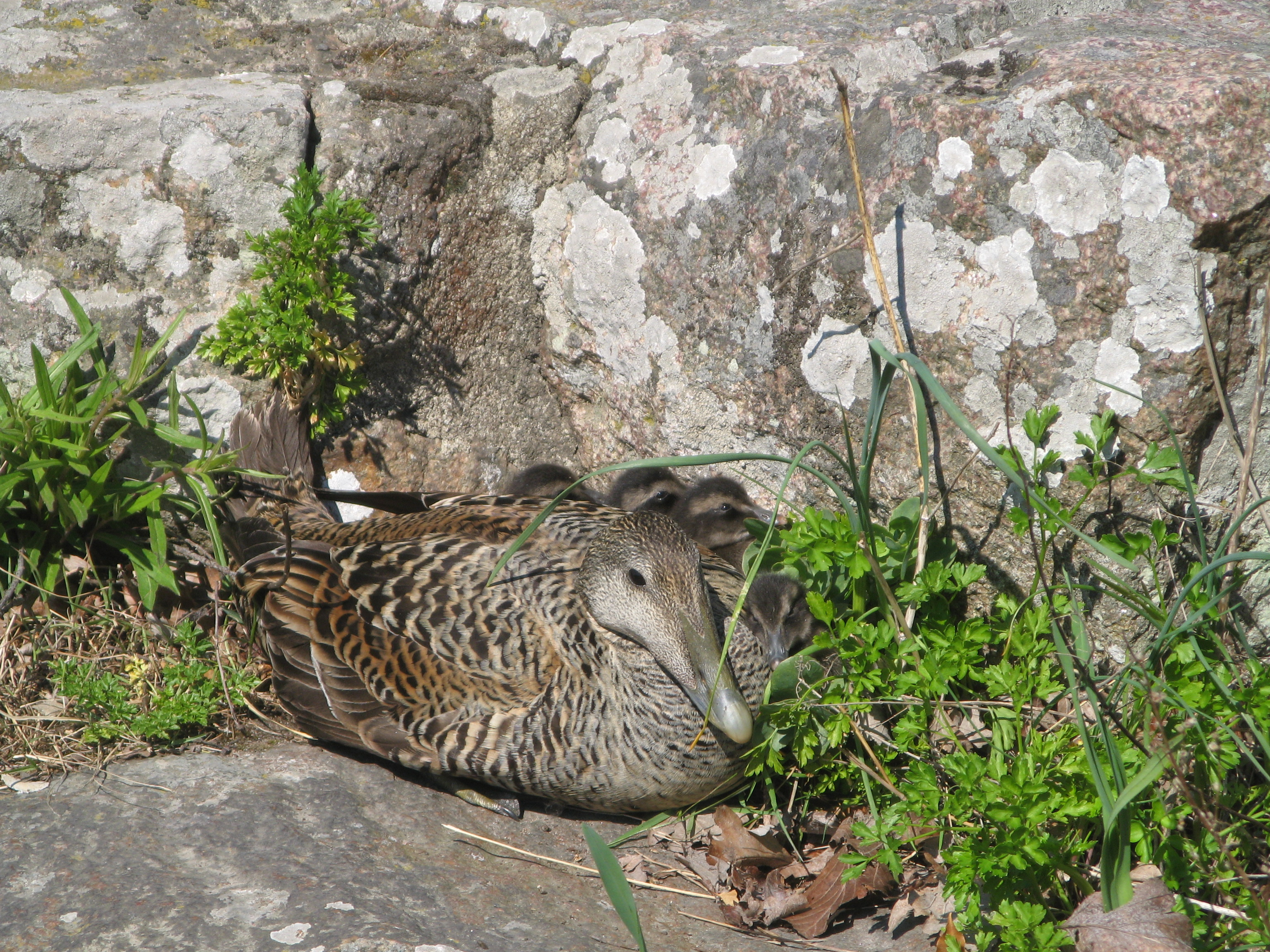
Christiansø, Eiderente an der Befestigungsmauer

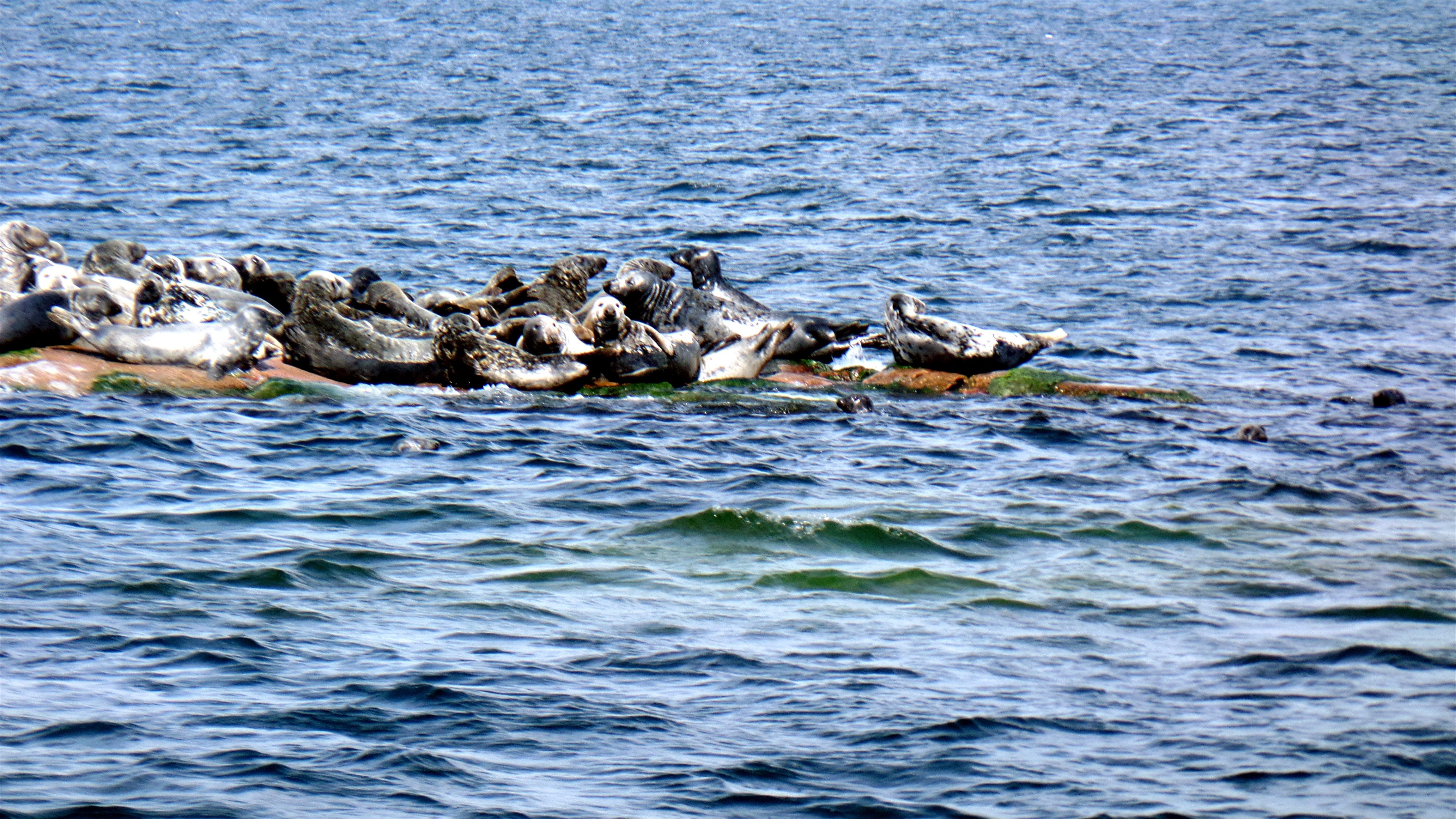
Kegelrobben auf einer Klippe zwischen Frederiksø und Græsholm

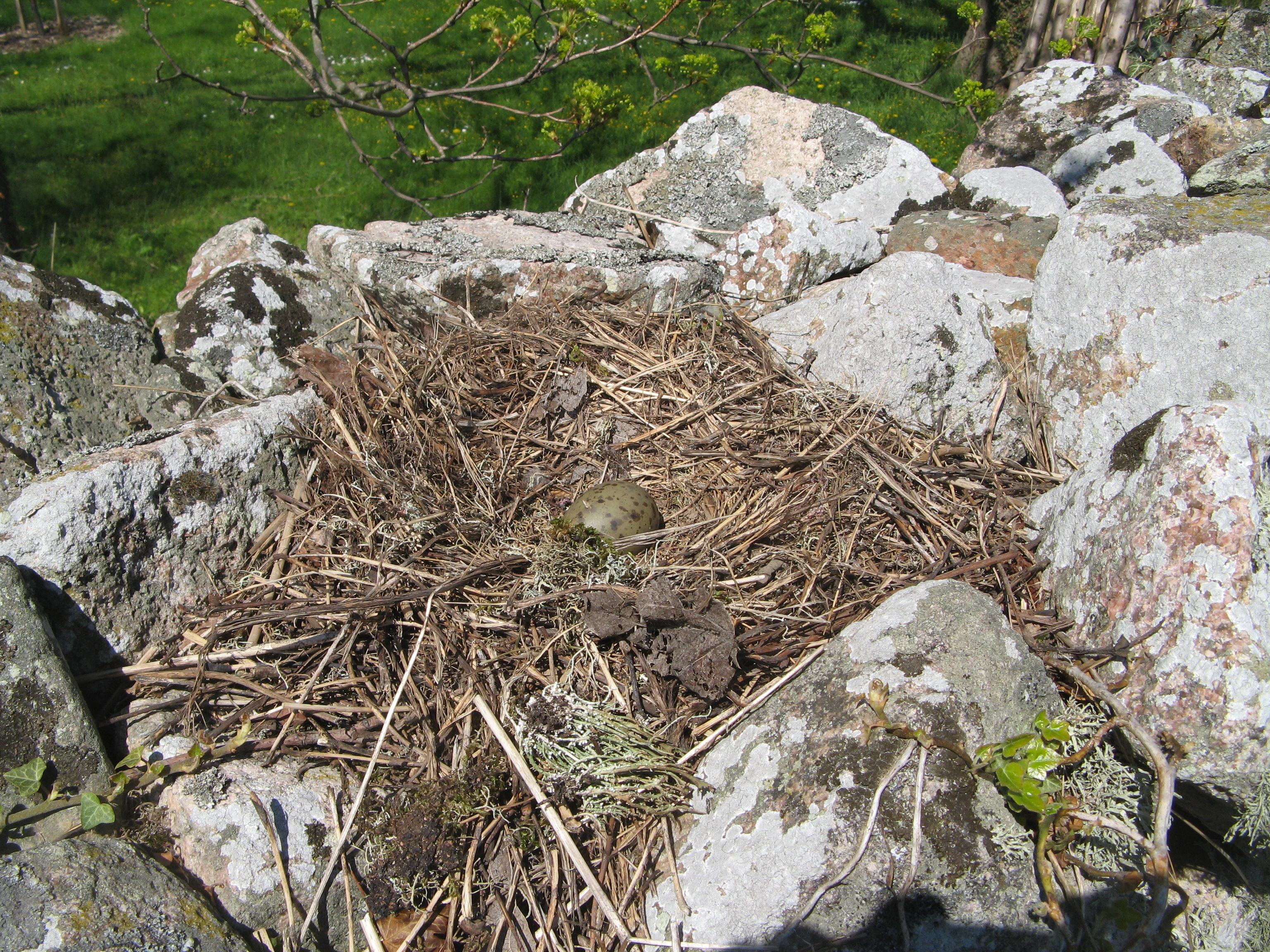
Christiansø, Möwennest auf der Befestigungsmauer

Die Inseln ragen als Rundhöcker bis zu 22 m (Møllebakken auf Christiansø) aus der Ostsee heraus. Sie bestehen aus grauem Hammergranit, der von den Gletschern, die während der vergangenen Kaltzeiten über die Inseln glitten, abgerundet wurde. Der Granit tritt vielfach an die Oberfläche. Er ist gekritzt, das heißt, er weist zahlreiche Schleifspuren auf, die im Gletscher mitgeführtes Geschiebe hinterlassen hat. Die Kritzungen zeigen die ehemalige Bewegungsrichtung an, die der Gletscher auf seiner Fahrt genommen hat.
Die Ertholmene sind einer der wärmsten, sonnenreichsten und trockensten Plätze Dänemarks, so dass hier auch Feigen, Walnuss- und Maulbeerbäume gedeihen können. Die Bepflanzungen der Inseln erfolgten erst mit der Besiedelung. Zum Schutz vor Querschlägern beim Kanonenbeschuss wurden die kahlen Granitfelsen mit großen Mengen Erde bedeckt, so dass sich die heutige Vegetation ausbreiten konnte.
Græsholm ist eine bedeutende Vogelinsel. Sie ist Vogelschutzgebiet und darf nur zu Forschungszwecken betreten werden. Dort brüten etwa 300 Paare des Tordalken, 1500 Paare der Trottellumme, 7000 Paare Silbermöwen und 25 Paare Heringsmöwen. Auch die Eiderente gehört mit mehreren Tausend Paaren auf allen Inseln zu den Brutvogelarten. Die Mitarbeiter der seit 1937 auf Christiansø ansässigen Vogelschutzwarte sind vor allem für die Beringung der Vögel zu wissenschaftlichen Zwecken zuständig.

## Tourismus

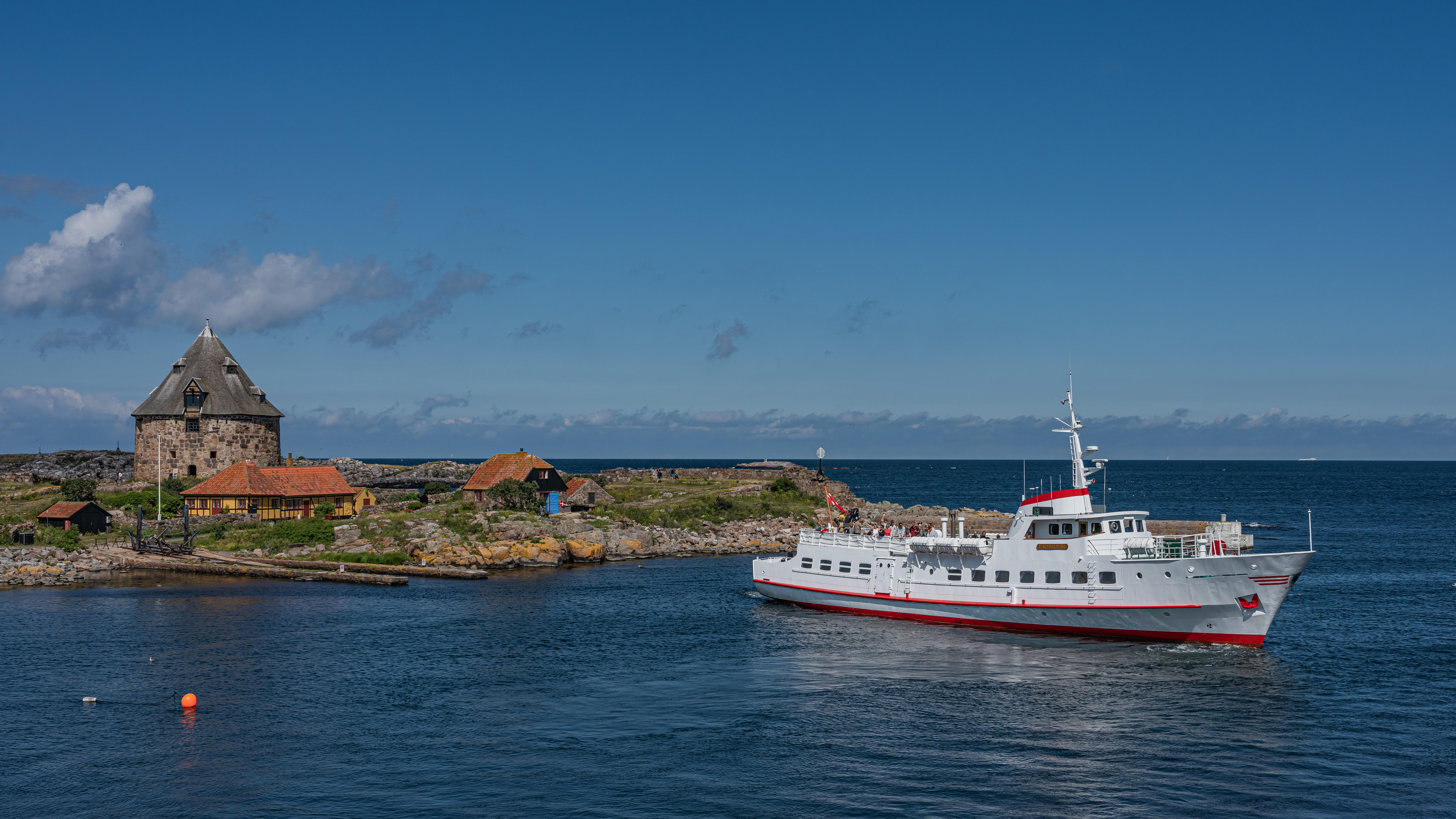
Das Bornholm-Fährschiff vor Frederiksø

Die Ertholmene werden jährlich von etwa 45.000 Touristen besucht. Die meisten reisen in der Saison mit Ausflugsschiffen von dem Bornholmer Hafenort Gudhjem an. Die Ertholmene werden auch von vielen Seglern angesteuert. Auf Christiansø gibt es einen Rundweg. In den Häusern am Hafen werden kunsthandwerkliche Gegenstände und Andenken angeboten. Am Hafen befinden sich auch ein Restaurant, ein Kiosk, ein Laden und ein Hotel. Im Pulverturm auf Frederiksø befindet sich ein Inselmuseum.
Die Inseln sind autofrei, das Mitbringen von Hunden und Katzen ist untersagt. Der Hafen wird vom Gewässer zwischen den beiden Hauptinseln gebildet. Über den Hafen spannt sich eine 30 Meter lange Fußgängerbrücke, die Christiansø mit Frederiksø verbindet.